# Finstown
Finstown ist nach Kirkwall und Stromness, die drittgrößte Ansiedlung auf Mainland, der Hauptinsel der Orkney in Schottland. Finstown liegt an der Bay of Firth und an der A965 von Kirkwall nach Stromness. Westlich zweigt die A986 ab, die in nordwestlicher Richtung nach Twatt führt.
Der Ort ist nach dem irischen Soldaten David Phin benannt, der 1811 mit dem 9. Königlichen Veteranenbataillon nach Orkney kam. Er heiratete 1813 und eröffnete 1820 im späteren Finstown das Ale-House „Toddy Hole“ – heute das „Pomona Inn“. 1824 machte er Insolvenz und ging nach Aberdeen. Trotz der kurzen Zeit gab Phins dem Ort Finstown seinen Namen.
Von der Heddle Road aus, bevor sie einen großen Steinbruch passiert, hat man einen Blick über Finstown und die Bay of Firth mit den Inseln Holm of Grimbister und Damsay. Die Orkneyinga saga berichtet von Kirchengebäuden während der Wikingerzeit auf Orkney.
Im nahen Binscarth wurden im 19. Jahrhundert Bäume gepflanzt. Es entstand einer der wenigen Wälder auf Orkney. Unterhalb des Waldes an der Mündung des Ouse, liegt die intakte Old Mill, die aber nicht mehr in Betrieb ist. 

## In der Nähe
In der Nähe des Ortes liegen die archäologischen Monumente:
- der Cuween Hill Cairn
- die Siedlung Stonehall
- das Rennibister-Souterrain